# Bleaberry Gill
Der Bleaberry Gill ist ein Fluss im Lake District, Cumbria, England. Der Bleaberry Gill entsteht westlich des Seathwaite Fell und fließt in westlicher Richtung bis zu seiner Mündung in den Seathwaite Tarn.